# Agropopular
Agropopular es un veterano programa radiofónico pionero en información agraria radiofónica que se emite en COPE (España) desde 1984, de periodicidad semanal. 

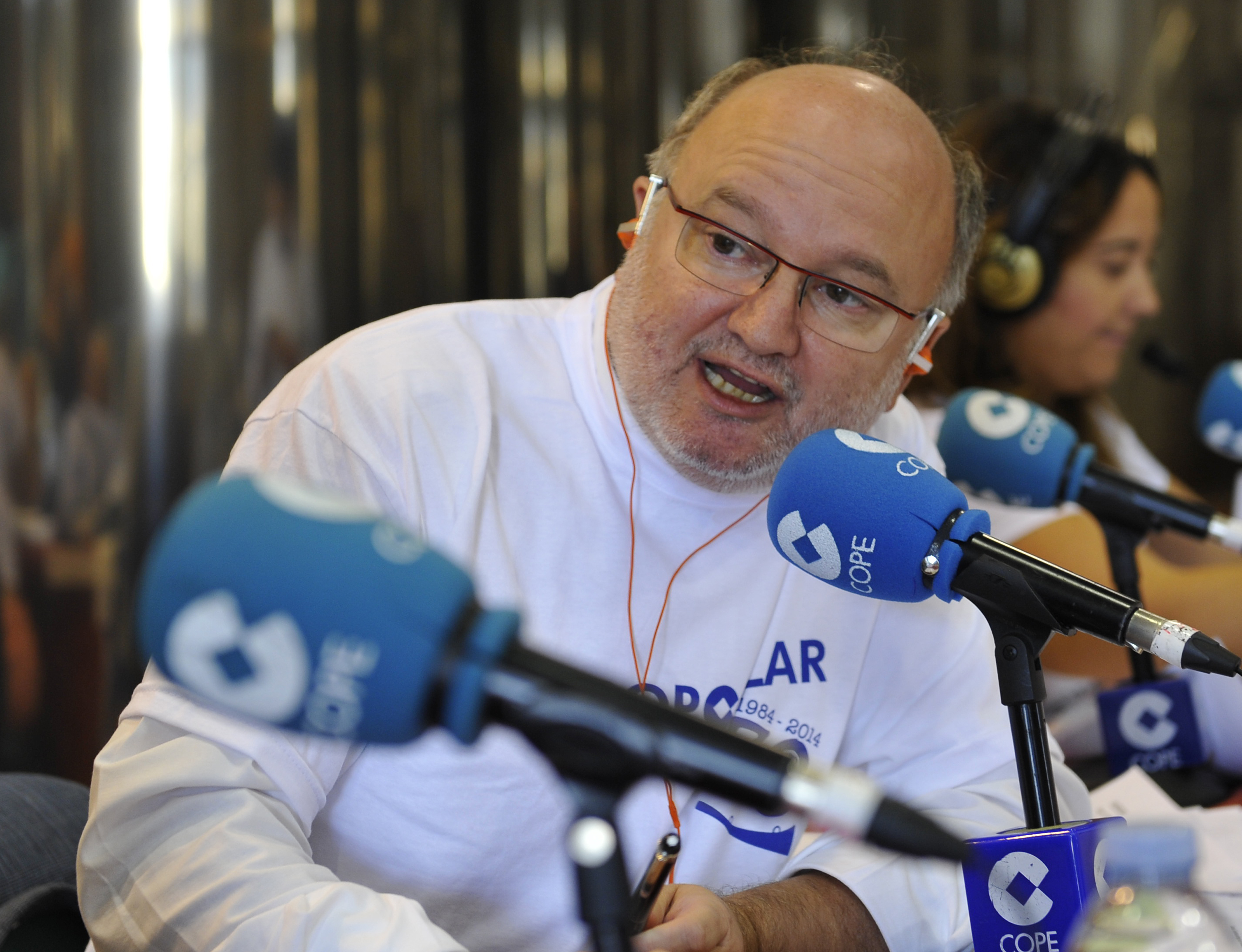
César Lumbreras

Su horario de emisión es los sábados de 8.30 a 10.00 horas.
Es de los programas más escuchados de COPE.
Dirigido por César Lumbreras, empezó a emitirse el 28 de julio de 1984. Incluye una sección meteorológica, un comentario sobre los mercados agrícolas, consejos prácticos y consultorios, y comentarios de estilo editorial sobre una noticia destacada cada semana. Se presta especial atención a todo lo relacionado con todos los temas de la UE que puedan afectar al sector, especialmente la Política Agraria Común (PAC), con una sección denominada “Crónicas de Bruselas”
COPE afirma que es el primer programa en la historia de la radio española que se ha emitido desde la Antártida. También se ha emitido desde otros países que abarcan, literalmente, los cinco continentes.
Su director, César Lumbreras Luengo, recibió por su labor y su programa la máxima distinción de la organización profesional agraria ASAJA, su Insignia de Oro en una ceremonia celebrada en Arévalo, provincia de Ávila, el 2 de mayo de 2009.